# NGC 3143
NGC 3143 (również PGC 29579) – galaktyka spiralna z poprzeczką (SBb), znajdująca się w gwiazdozbiorze Hydry. Odkrył ją Andrew Common w 1880 roku.